# São Nicolau (Santarém)
São Nicolau is een plaats (freguesia) in de Portugese gemeente Santarém en telt 9036 inwoners (2001).